# 松潘古城墙
松潘古城墙位于中国四川省阿坝藏族羌族自治州松潘县县治进安镇，始建于明朝。
明洪武十二年（1379年）平羌将军西玉在平定叛乱后进驻松州，上书明太祖朱元璋，建议在松州设置军卫。设卫时，开始修筑城墙，西缘山麓，东临岷江，历时五年筑成。当时设五门，东觐阳、南廷薰、西威远、西南小西门、北镇羌。明英宗正统年间（1435年-1449年），松潘发生民变，平定后加筑西部城墙到山巅。1882年（光绪八年），城墙东南隅塌陷，总兵夏毓季、同知蔡懋康筹款培修。1902年（光绪二十八年）东北隅塌陷，同知陈周礼筹款培修。城垣大部分被毁于文化大革命期间。现城墙大部分为近代新修，城墙上插设彩旗、假人武士、大炮模型等。
松潘城墙的砖长50厘米，宽25厘米，厚12.5厘米，重达30公斤。筑城的时候，砖与砖之间的结合所用材料是用糯米、石灰、桐油熬制而成，风干后坚不可摧。至今筑城时烧砖的古窑还能在松潘的“窑沟”看到。松潘城墙全长6.2公里，筑城的时候有7道城门，包括外城的两道门：临江（东西向）和阜清（南北向）。城门用大块条石砌成拱卷，上部呈月牙状，与石拱桥原理一样。门基大石上雕镂有各种浮雕图案，花鸟虫鱼等，而现在仍然可以看到白鹤、鹿的组图，专家称寓意“六合同春”。
现在残存的四门门洞均宽为6米，最高处8.8米。城墙最厚的地方厚度为31.5米，据测算，比天安门城墙厚5米。1991年4月16日，公佈為四川省第三批文物保護單位。2001年6月25日列為第五批全國重點文物保護單位。